# Filip I Filadelfos
Filip I Filadelfos – władca hellenistycznego państwa Seleucydów w latach od około 95 do 83 p.n.e., czwarty syn Antiocha VIII Gryposa, brat Seleukosa VI Epifanesa.
Sięgnął po władzę królewską w 95 p.n.e. razem ze swym rodzonym bratem Antiochem XI Epifanesem Filadelfosem, po śmierci Seleukosa VI Epifanesa, zamordowanego przez kuzyna Antiocha X Eusebesa.
Zdołał ustanowić swoje panowanie nad Antiochią po roku 92 p.n.e. Obronił się przez atakiem młodszego brata Demetriusza III Filopatora. Jego tron upadł, gdy w 83 p.n.e. na Syrię najechały wojska Tigranesa II lub może jakiś czas wcześniej. Już po jego śmierci Rzymianie wybili monety z jego podobizną.